# Orange Bowl 2022
 (janvier 2023).
Match précédent Match suivant
L'Orange Bowl 2022 est un match de football américain de niveau universitaire joué après la saison régulière de 2022, le 30 décembre 2022 au Hard Rock Stadium situé à Miami Gardens dans l'État de Floride aux États-Unis. 
Il s'agit de la 89e édition de l'Orange Bowl.
Le match met en présence l'équipe des Volunteers du Tennessee issue de la Southeastern Conference et l'équipe des Tigers de Clemson issue de la Atlantic Coast Conference.
Il débute vers 20 heures locales (le 31 décembre à 02 heures en France) et est retransmis à la télévision par ESPN.
Sponsorisé par la société Capital One, le match est officiellement dénommé le 2022 Capital One Orange Bowl. 

## Présentation du match
Il s'agit de la 19e rencontre entre les deux équipes, Tennessee menant les statistiques avec 11 victoires contre 6 pour Clemson et deux nuls. La dernière confrontation date du 2 janvier 2004 et voit la victoire de Clemson 27 à 14 lors du Rose Bowl 2004.
| Équipes                                                       | Couleurs | Conférences | Entraîneurs                  | Stats. saison rég. | Classements avant le bowl | Classements avant le bowl | Classements avant le bowl |
| ------------------------------------------------------------- | -------- | ----------- | ---------------------------- | ------------------ | ------------------------- | ------------------------- | ------------------------- |
| Équipes                                                       | Couleurs | Conférences | Entraîneurs                  | Stats. saison rég. | CFP                       | AP                        | Coaches                   |
| Volunteers du Tennessee                                       |          | SEC         | Josh Heupel (en) (2e saison) | 10-2               | no 6                      | no 6                      | no 6                      |
| Tigers de Clemson                                             |          | ACC         | Dabo Swinney (15e saison)    | 11-2               | no 7                      | no 10                     | no 11                     |
| - Arbitre : ? - Équipe donnée favorite par les bookmakers : ? |          |             |                              |                    |                           |                           |                           |

### Volunteers du Tennessee
Avec un bilan global en saison régulière de 10 victoires et 2 défaites (6-2 en matchs de conférence), Tennessee est éligible et accepte l'invitation pour participer à l'Orange Bowl 2022.
Ils terminent 2e de la Division East de la Southeastern Conference derrière #1 Georgia.
À l'issue de la saison 2022 (bowl non compris), ils sont désignés no 6 aux classements/au classement CFP, AP et Coache's.
Il s'agit de leur 5e participation à l'Orange Bowl :
| Saisons | Dates            | Vainqueurs              | Scores  | Finalistes            | Bilan     |
| ------- | ---------------- | ----------------------- | ------- | --------------------- | --------- |
| 1938    | 2 janvier 1939   | Tennessee               | 17 - 0  | Sooners de l'Oklahoma | V : 1 - 0 |
| 1946    | 1er janvier 1947 | Owls de Rice            | 08 - 0  | Tennessee             | D : 1 - 1 |
| 1967    | 1er janvier 1968 | Sooners de l'Oklahoma   | 26 - 24 | Tennessee             | D : 1 - 2 |
| 1997    | 2 janvier 1998   | Cornhuskers du Nebraska | 42 - 17 | Tennessee             | D : 1 - 3 |

| Logo     | Postes                                                | Joueurs                                               | Statistiques                                                      |
| -------- | ----------------------------------------------------- | ----------------------------------------------------- | ----------------------------------------------------------------- |
|          | Quarterback                                           | Hendon Hooker                                         | 229/329 passes réussies pour 3 135 yards, 27 TDs, 2 interceptions |
| Coureur  | Jabari Small                                          | 144 courses pour 696 yards nets gagnés et 14 TDs      |                                                                   |
| Receveur | Jalin Hyatt                                           | 67 réceptions pour 1 267 yards et 15 TDs              |                                                                   |
| Effectif | Listing et statistiques du roster 2022 des Volunteers | Listing et statistiques du roster 2022 des Volunteers |                                                                   |

### Tigers de Clemson
Avec un bilan global en saison régulière de 10 victoires et 2 défaites (8-0 en matchs de conférence), Clemson est éligible et accepte l'invitation pour participer à l'Orange Bowl 2022.
Ils terminent 1er de la Division Atlantic de l'Atlantic Coast Conference et remportent ensuite la finale de conférence 39 à 10 jouée contre les Tar Heels de la Caroline du Nord, finissant avec un bilan de 11 victoires et 2 défaites avant le bowl.
À l'issue de la saison 2022 (bowl non compris), ils sont désignés no 7 au classement CFP et AP, no 10 au classement AP et no 11 au classement Coaches.
Il s'agit de leur 7e participation à l'Orange Bowl :
| Saisons | Dates            | Vainqueurs    | Scores  | Finalistes  | Bilan     |
| ------- | ---------------- | ------------- | ------- | ----------- | --------- |
| 1950    | 1er janvier 1951 | Clemson       | 15 - 14 | Miami       | V : 1 - 0 |
| 1956    | 1er janvier 1957 | Colorado      | 27 - 21 | Clemson     | D : 1 - 1 |
| 1981    | 1er janvier 1982 | Clemson       | 22 - 15 | Nebraska    | V : 2 - 1 |
| 2011    | 4 janvier 2012   | West Virginia | 70 - 33 | Clemson     | D : 2 - 2 |
| 2013    | 3 janvier 2014   | Clemson       | 40 - 35 | Ohio State  | V : 3 - 2 |
| 2015    | 31 décembre 2015 | #1 Clemson    | 37 - 17 | #4 Oklahoma | V : 4 - 2 |

| Logo     | Postes                                            | Joueurs                                            | Statistiques                                                      |
| -------- | ------------------------------------------------- | -------------------------------------------------- | ----------------------------------------------------------------- |
|          | Quarterback                                       | D.J. Uiagalelei                                    | 229/370 passes réussies pour 2 521 yards, 22 TDs, 7 interceptions |
| Coureur  | Will Shipley                                      | 193 courses pour 1 110 yards nets gagnés et 15 TDs |                                                                   |
| Receveur | Davis Allen                                       | 35 réceptions pour 394 yards et 5 TDs              |                                                                   |
| Effectif | Listing et statistiques du roster 2022 des Tigers | Listing et statistiques du roster 2022 des Tigers  |                                                                   |

## Résumé du match
| QT            | Temps         | Drive         | Drive         | Drive         | Équipe        | Description de l'action | Score | Score |
| ------------- | ------------- | ------------- | ------------- | ------------- | ------------- | ----------------------- | ----- | ----- |
| QT            | Temps         | Jeux          | Yards         | TDP           | Équipe        | Description de l'action | TEN   | CLEM  |
| 1             |               |               |               |               |               |                         |       |       |
|               |               |               |               |               |               |                         |       |       |
|               |               |               |               |               |               |                         |       |       |
| 2             |               |               |               |               |               |                         |       |       |
|               |               |               |               |               |               |                         |       |       |
|               |               |               |               |               |               |                         |       |       |
| 3             |               |               |               |               |               |                         |       |       |
|               |               |               |               |               |               |                         |       |       |
|               |               |               |               |               |               |                         |       |       |
| 4             |               |               |               |               |               |                         |       |       |
|               |               |               |               |               |               |                         |       |       |
|               |               |               |               |               |               |                         |       |       |
| ET1           |               |               |               |               |               |                         |       |       |
|               |               |               |               |               |               |                         |       |       |
| ET2           |               |               |               |               |               |                         |       |       |
|               |               |               |               |               |               |                         |       |       |
| Score final : | Score final : | Score final : | Score final : | Score final : | Score final : | Score final :           | ?     | ?     |

## Statistiques
| Statistiques                          | Volunteers du Tennessee                            | Tigers de Clemson                                  |
| ------------------------------------- | -------------------------------------------------- | -------------------------------------------------- |
| 1er down                              |                                                    |                                                    |
| 1er down à la course                  |                                                    |                                                    |
| 1er down à la passe                   |                                                    |                                                    |
| 1er down suite pénalité               |                                                    |                                                    |
| Conversion de 3e down                 |                                                    |                                                    |
| Conversion de 4e down                 |                                                    |                                                    |
| Jeux–yards                            | x jeux pour x yards                                | x jeux pour x yards                                |
| Yards à la course                     | x courses pour x yards (moyenne de x yards/course) | x courses pour x yards (moyenne de x yards/course) |
| Yards à la passe                      |                                                    |                                                    |
| Passes: Réussies-Tentées-Interceptées | passes complétées, x interception                  | passes complétées, x interception                  |
| Réussite en zone rouge/chances        |                                                    |                                                    |
| TD                                    |                                                    |                                                    |
| Field Goals                           |                                                    |                                                    |
| Sacks (Nombre-Yards)                  | yards adverses perdus                              | yards adverses perdus                              |
| Fumbles (Nombre/Perdus)               |                                                    |                                                    |
| Pénalités (Nombre/Yards perdus)       | yards perdus                                       | yards perdus                                       |
| Temps de possession                   |                                                    |                                                    |

| Volunteers du Tennessee |
| Quarterback             |
| Meilleur coureur        |
| Meilleur receveur       |
| Meilleur tackler        |
| Tigers de Clemson       |
| Quarterback             |
| Meilleur coureur        |
| Meilleur receveur       |
| Meilleur tackler        |